# Lindefallet
Lindefallet är en by i Enångers socken i Hudiksvalls kommun, Gävleborgs län. SCB har för bebyggelsen i byn och dess grannbyn Östra Bölan avgränsat och namnsatt småorten Lindefallet och Östra Bölan.

## Idrott
Lindefallets SK är en ishockeyklubb bildad 1936. 2011 invigdes ishallen Lindehallen.

## Lindefallets naturområde
Lindefallets naturområde är ett biotopskyddsområde några kilometer från byn. Där finns lövträd som alm, lind och lönn. Fältskiktets flora består bland annat av tibast, smultron och nattviol.